# Chérif Mahamat Zene
Chérif Mahamat Zene, né en 1964 au Tchad, est un haut fonctionnaire, un juriste, diplomate et homme politique tchadien. Ministre des Affaires étrangères de 2017 à 2020, puis à partir de mai 2021 à septembre 2022. Il est ministre de la Communication, porte-parole du Gouvernement entre le 14 juillet 2020 et mai 2021.

## Biographie
Né en 1964, Chérif Mahmat Zene est un juriste de formation et diplomate tchadien. Il a  fait ses études supérieures à l'université de Kiev en Ukraine de 1986 à 1992 où, il a obtenu un Master en droit international public avec la mention « excellent». Il a obtenu son attestation de formation en gestion des crises délivrée par le Département d’État des Etats-Unis d’Amérique en collaboration avec l’Université de Louisiane (septembre 2005). Il est originaire de Moussoro au centre nord du pays dans la région du Barh El Gazel.
Il a fait sa carrière d'abord à l'intérieur du Tchad puis dans les représentations diplomatiques.
De mars à 08 août 2022, il est le Chef de la délégation gouvernementale aux négociations de paix avec les groupes politico-militaires, tenues à Doha au Qatar, ayant débouché sur la signature de l’Accord de paix de Doha ;
De mai 2021 à septembre 2022, Chérif Mahmat Zene est nommé ministre des Affaires étrangères.
Du 14 juillet 2020 au 2 mai 2021 il est le ministre de la Communication, porte-parole du Gouvernement.
Du 24 décembre 2017 au 14 juillet 2020, il est le ministre des Affaires étrangères, de l’Intégration africaine et de la Coopération internationale,.
En mai 2016 à décembre 2017 , il est de nouveau l’ambassadeur du Tchad près de l'Éthiopie et représentant permanent auprès de l'Union africaine. En 2016 il était Président du Comité des Représentants Permanents (COREP) de l’Union Africaine.
En 2013, quand le Tchad a été élu pour un siège de membre non permanent du Conseil de sécurité des Nations unies, il a été le premier représentant de son pays dans cette institution de janvier 2014 à décembre 2015. En Décembre 2014, il a été le Président du Conseil de Sécurité de l’ONU. 
Il a été ambassadeur auprès de la République Fédérale Démocratique d’Éthiopie et Représentant Permanent auprès de l’Union Africaine et de la Commission économique des Nations Unies pour l’Afrique (CEA), avec juridiction sur Djibouti, Érythrée, Kenya, Ouganda et Tanzanie en tant qu’Ambassadeur non-résident de 2007 à 2013 puis de 2016 à 2017. De 2012-2013, il est le Président du sous-comité du Comité des Représentants permanents (COREP) de l’Union Africaine sur la coopération multilatérale. En juin 2009, juin 2010, septembre 2011, juillet 2016, novembre 2017 il a assuré la présidence tournante du Conseil de paix et de sécurité de l'Union Africaine.
Au Tchad, Cherif Mahamat Zene a travaillé dans des nombreuses structures dont le Ministère des affaires étrangères où, il a d’abord été attaché de presse de 1993 à 1994. Il a  dirigé aussi les services des affaires diplomatiques au Cabinet du Premier ministre, de 1994 à 1997. Cherif Mahamat Zene a également occupé le poste de directeur commercial de la compagnie aérienne Air Tchad, de 1997 à 1998. Ensuite, Il est professeur assistant à la faculté de droit et des sciences économiques de l’université de N’Djamena, de 1998 à 2006. Il fut directeur adjoint des affaires juridiques, de la documentation et des archives au sein de la même structure de 2004 à 2005. Il a également occupé le poste de Conseiller diplomatique du Premier Ministre de 2005 à 2007. 
Le 19 septembre 2022, il présente sa démission en tant que ministre des Affaires étrangères. Dans sa lettre de démission, Cherif Mahamat Zene a accusé son collègue d'alors le ministre de la Communication et porte-parole du gouvernement Abderamane Koulamallah de «vouloir s'immiscer dans ses fonctions».